# Magnetismus

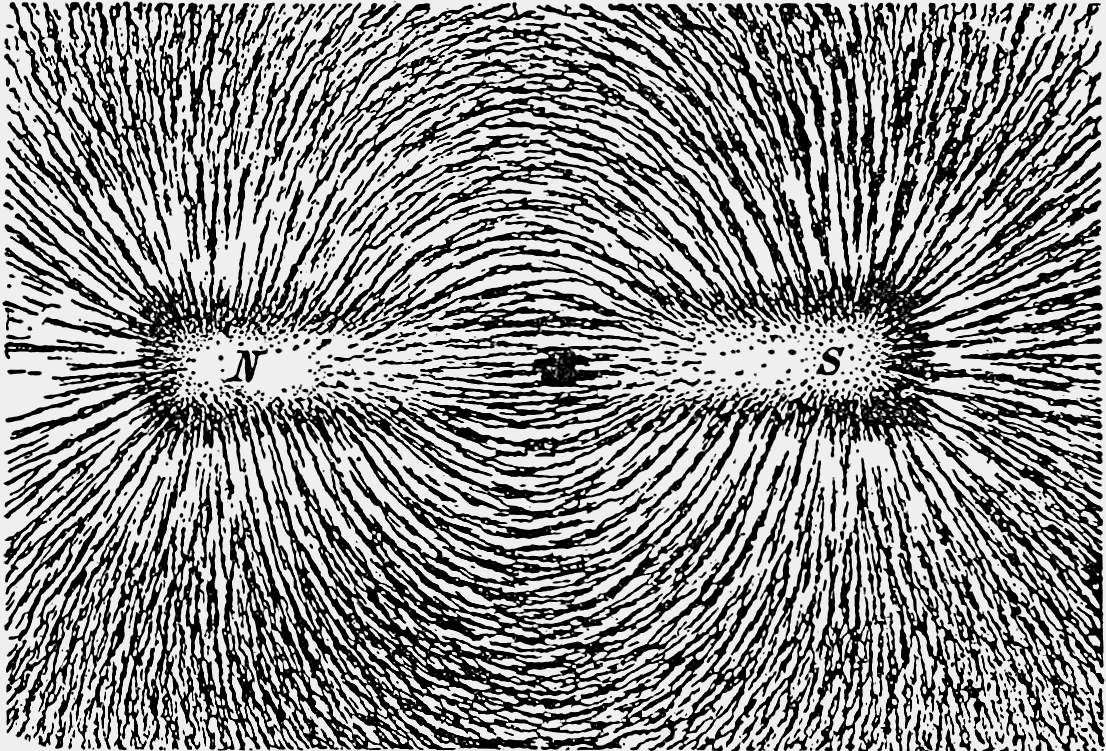
Magnetické siločáry dlouhého magnetu znázorněné pomocí železných pilin na papíře

Magnetismus je fyzikální jev projevující se primárně silovým působením na pohybující se nositele elektrického náboje (nabité částice). Důsledkem tohoto působení jsou např. silové působení na (i nenabitá) tělesa (nejsilnější u feromagnetických látek) či změny elektrických, optických a dalších materiálových a termodynamických charakteristik látek vystavených magnetickému působení. Slovo magnetismus pochází z řeckého magnétis, což znamená magnetický (podle krajiny Magnésía v Thesálii v severovýchodním Řecku, kde byla naleziště rud s přírodním magnetismem).
Magnetismus je vytvářen pohybem elektrického náboje nebo změnou elektrického pole v čase. Elektromagnetismus, tedy sloučení magnetismu a elektrické síly je jednou ze čtyř základních interakcí.

## Objev magnetismu a vývoj názorů na jeho podstatu
Magnetismus byl objeven nezávisle na elektřině jako vlastnost zmagnetizovaných materiálů nalézaných v přírodě. U některých látek byl pozorován i přenos těchto vlastností na jiné látky. U tzv. feromagnetických látek (většina druhů ocele, železo, kobalt, nikl a jejich slitiny, i některé další slitiny, které uvedené prvky neobsahují) lze již slabým vnějším magnetickým polem vyvolat takové změny uspořádání atomů, že magnetické pole zesílí a v některých případech lze vytvořit permanentní magnet, projevující se i samostatně svým magnetismem.
Původně se z analogie s elektrickým působením předpokládalo, že magnetismus způsobuje magnetická obdoba elektrického náboje. Až později bylo odhaleno, že podstata magnetismu nespočívá v tzv. magnetických monopólech, ale v pohybujících se elektrických nábojích. Pokusy odhalily, že elektrický proud vytváří ve svém okolí svůj magnetismus. Bylo též odhaleno magnetické silové působení magnetických materiálů i elektrických proudů na okolní vodiče protékané elektrickým proudem. Posledním klíčovým objevem pak byl objev elektromagnetické indukce, tedy vzniku elektrického pole vyvolaného proměnným magnetismem.
Plnou souvislost elektrických a magnetických jevů odhalila až Maxwellova teorie elektromagnetismu a zdůvodnění podala speciální teorie relativity, která v magnetismu odhalila relativistický důsledek elektrického působení.

## Popis magnetického působení
Magnetické působení je zprostředkováno magnetickým polem.
K popisu se používá vektorová fyzikální veličina magnetická indukce a s ní související veličiny (magnetický indukční tok, intenzita magnetického pole).
Silové působení magnetického pole se řídí tzv. Ampérovým silovým zákonem. Základním zákonem magnetismu je Ampérův zákon celkového proudu.

## Rozdělení magnetismů a magnetik
Podle celkového magnetického momentu tělesa lze rozlišit následující typy magnetismů a jim příslušné základní skupiny magnetických látek.
- Diamagnetismus: Diamagnetikum – látka složená z částic s nulovým výsledným magnetickým momentem. Vložením do vnějšího magnetického pole dochází v látce k mírnému zeslabování vnějšího magnetického pole a těleso vytvořené z této látky je vytlačováno ven z magnetického pole. Relativní permeabilita těchto látek je nepatrně menší než jedna.

- Paramagnetismus: Paramagnetikum – látka složená z částic s nenulovým magnetickým momentem, které jsou však orientovány náhodně, takže výsledný magnetický moment makroskopické části tělesa je nulový. Vložením do vnějšího magnetického pole dochází v látce k zesilování vnějšího magnetického pole. Těleso vytvořené z této látky je vtahováno do magnetického pole. Relativní permeabilita těchto látek je nepatrně větší než jedna. Ve vnějším magnetickém poli se paramagnetika slabě zmagnetují, po zrušení vnějšího magnetického pole jsou tyto látky opět nemagnetické.

- Kolineární magnetismus je souhrnné označení typů magnetismu, které vykazují látky složené z částic s nenulovými, pravidelně uspořádanými magnetickými momenty, tj. u stejného typu částic resp. u částic stejné podmřížky (stejného umístění v elementární mřížce látky) jsou magnetické dipóly orientovány shodně:
  - Feromagnetismus: Feromagnetikum – v látce se tvoří tzv. domény, v nichž jsou všechny atomy i jejich spiny (magnetické dipóly) shodně orientovány. Bez vnějšího magnetického pole jsou domény orientovány náhodně a výsledný magnetický moment makroskopické části tělesa je nulový. Ve slabém vnějším magnetickém poli dochází ke zvětšování domén, v silném poli pak dochází ke skokové změně orientace domén, podobně jako v paramagnetické látce. Zesílení magnetického pole ve feromagnetiku tedy závisí na intenzitě vnějšího magnetického pole. Po zrušení vnějšího magnetického pole zůstávají tyto látky více či méně magnetické.
  - Ferrimagnetismus: Ferrimagnetikum – v doménách látky jsou magnetické dipóly částic jednoho typu (v jedné podmřížce krystalové struktury) shodně orientovány jedním směrem, částic druhého typu (druhé podmřížky) shodně orientovány směrem opačným. Momenty obou podmřížek však nejsou shodné, takže ferrimagnetika se vyznačují nenulovou spontánní magnetizací domén, podobně jako feromagnetika.
  - Antiferomagnetismus: Antiferomagnetikum – látka strukturně obdobná ferrimagnetikům, ve kterých se opačné momenty podmřížek velikostí vyrovnávají, takže spontánní magnetizace je nulová.
  - Altermagnetismus: Altermagnetikum – v doménách látky se mezi čásicemi obou podmřížek střídá nejen orientace spinů, ale také prostorová orientace atomů. Jako u antiferomagnetik taková struktura vede k vymizení spontánní magnetizace, umožňuje však vytvořit spinově polarizovaný elektrický proud.

Ze základních skupin se vyčleňují jako zvláštní podtypy výše uvedených skupin podle jejich neobvyklého přechodového chování či chování v extrémních podmínkách, jako metamagnetismus, superdiamagnetismus (při nízkých teplotách magnetická permeabilita klesne na nulu), superparamagnetismus (látky s feromagnetickou či ferrimagnetickou strukturou i pod Curieovou teplotou neudrží v doméně magnetizaci při vypnutí vnějšího pole), apod.